# Titanoeca praefica
Espèce
Synonymes
- Dictyna praefica Simon, 1870

Titanoeca praefica est une espèce d'araignées aranéomorphes de la famille des Titanoecidae.

## Distribution
Cette espèce se rencontre en France, en Espagne, au Portugal, en Algérie et en Russie.

## Description
Le mâle mesure 5,5 mm

## Publication originale
- Simon, 1870 : Aranéides nouveaux ou peu connus du midi de l'Europe. Mémoires de la Société Royale des sciences de Liège, sér. 2, vol. 3, p. 271-358 (texte intégral).